# Левенте (організація)
Організація «Левенте» (угор. Leventeintézmény, староугорською — герой, лицар) — юнацька громадська, згодом — воєнізована організація в Угорському королівстві, що існувала в період після завершення Першої світової і до радянської окупації Угорщини перед завершенням Другої світової війни. Члени організації не входили до складу регулярної армії, але під час Другої світової війни проходили службу в допоміжних військах.

## Історія та опис
Левенте була заснована в 1921 році, декларуючи за мету фізичний розвиток і здоров'я. З середини 1930-х рух поступово перетворився на воєнізовану організацію під керуванням ветеранів — як спроба обійти обмеження Тріанонського договору, який забороняв військовий призов. У 1939 з прийняттям Закону про захист членство в організації стало обов'язковим для всіх чоловіків у віці від 12 до 21 року.

Вимпел штаб-квартири Асоціації «Левенте» Міклошоарском районі з 1940 до 1944

На відміну Піонерської організації в комуністичному СРСР, Гітлерюгенду у нацистській Німеччини і Баліллою у фашистській Італії «Левенте» ніколи відкрито не декларувала політичні ідеї.
Організація мала невелике жіноче крило, яке утворилося на добровольчих засадах у червні 1942. Під час правління маріонеткового режиму Ференца Салаші, встановленого німецькими нацистами в Угорщині у жовтні 1944, було прийняте рішення щодо обов'язкової участі в Левенте і дівчат від 12 до 19 років. Цьому рішенню опиралася Католицька церква, воно так і не було реалізоване у зв'язку з початком радянської окупації Угорщини.
З угорської військової жандармерії та членів «Левенте» у Сеґеді була сформована Угорська бойова група війсс СС. До складу групи увійшло близько 1000 добровольців. Командиром був Ласло Дік, відомий за розстрілами мирного населення в Югославії. До 28 жовтня 1944 року група втратила в боях 300 осіб, та була відправлена в район озера Балатон, де її було приєднано до 25-ї гренадерської дивізії СС «Гуняді».
Члени «Левенте» також були в елітній дивізії «Святий Ласло».
Після радянської окупації Угорщини багато членів Левенте було засуджено трибуналами, визнано винними в антирадянській діяльності і відправлено на територію СРСР до концтаборів на примусові роботи.

## Світлини

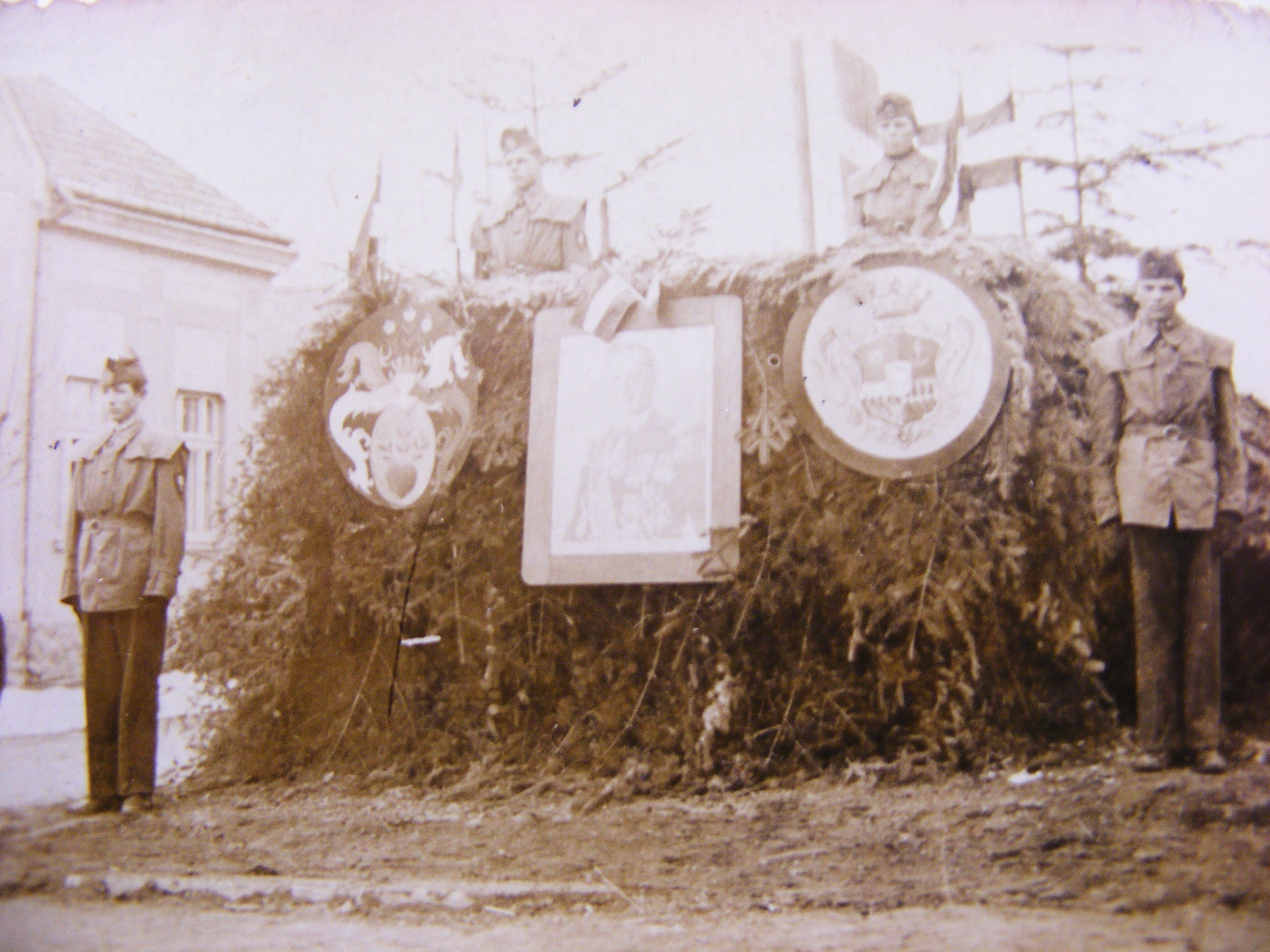
Почесна варта Левенте у селі Уйтушнад, Північна Трансильванія, після другого Віденського арбітражу
Перший національний спортивний фестиваль Левенте. 1928 рік
Перший національний спортивний фестиваль Левенте
Перший національний спортивний фестиваль Левенте
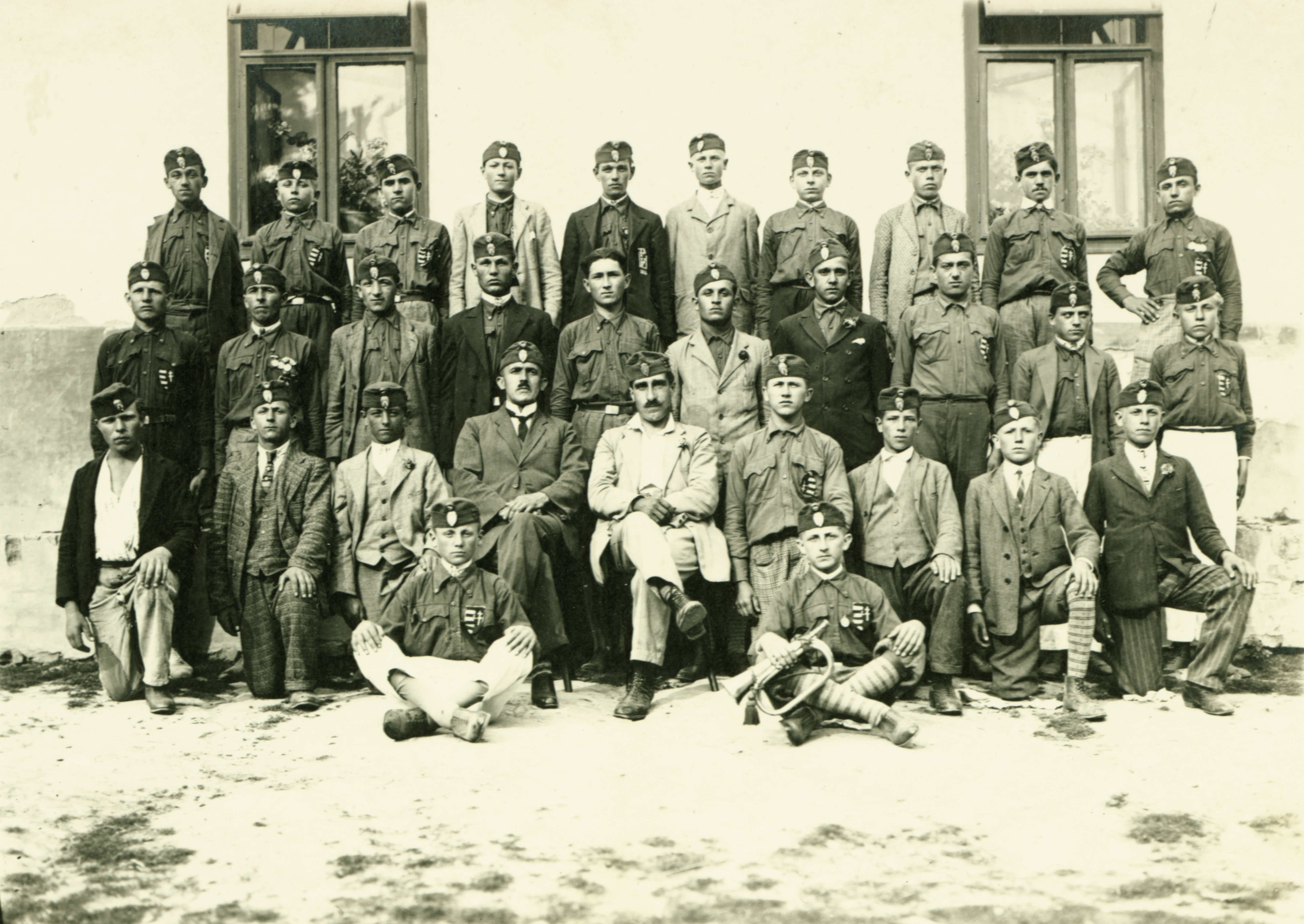
1928 рік.
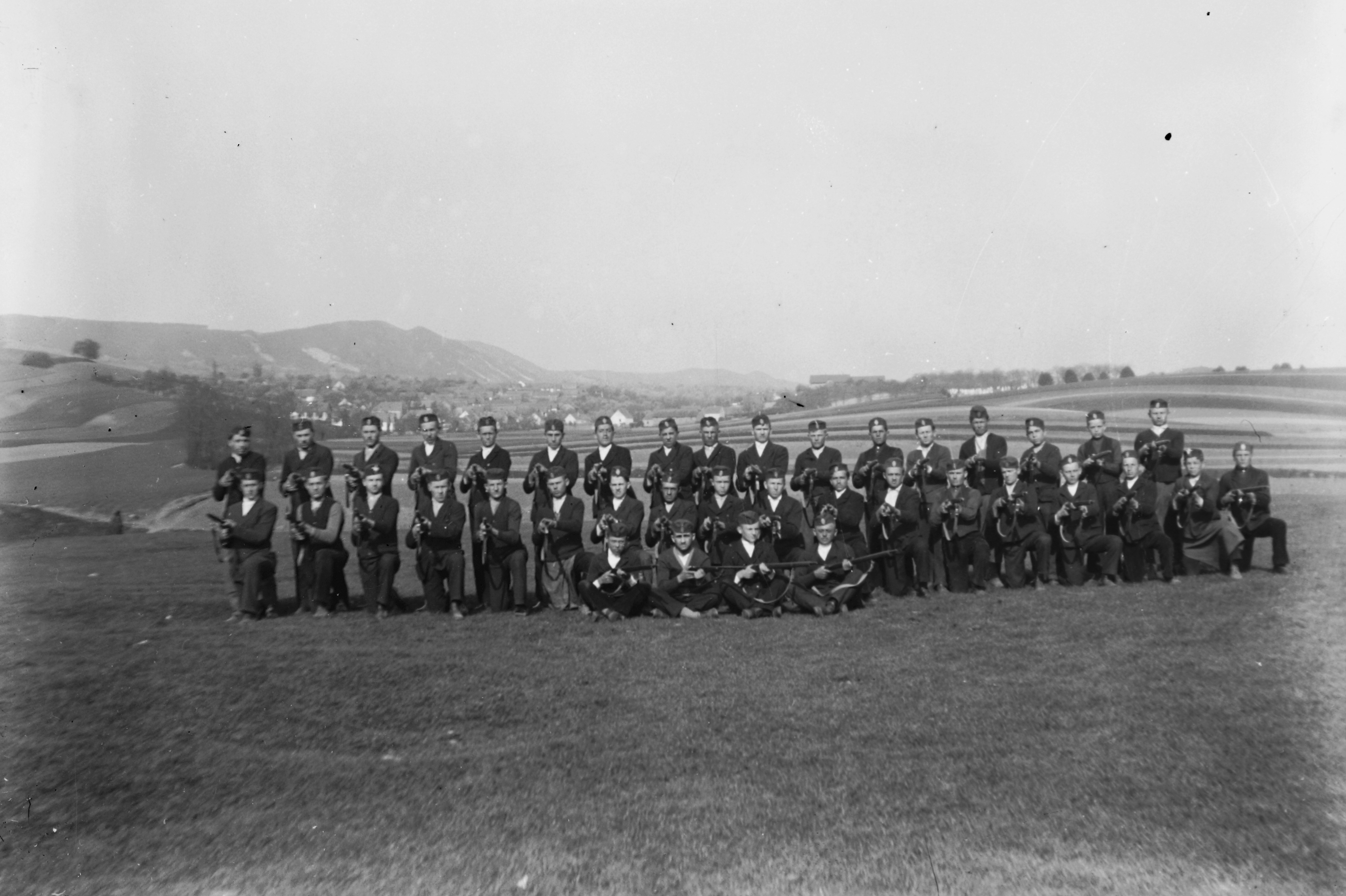
Члени «Левенте» на вишколі. 1930 рік
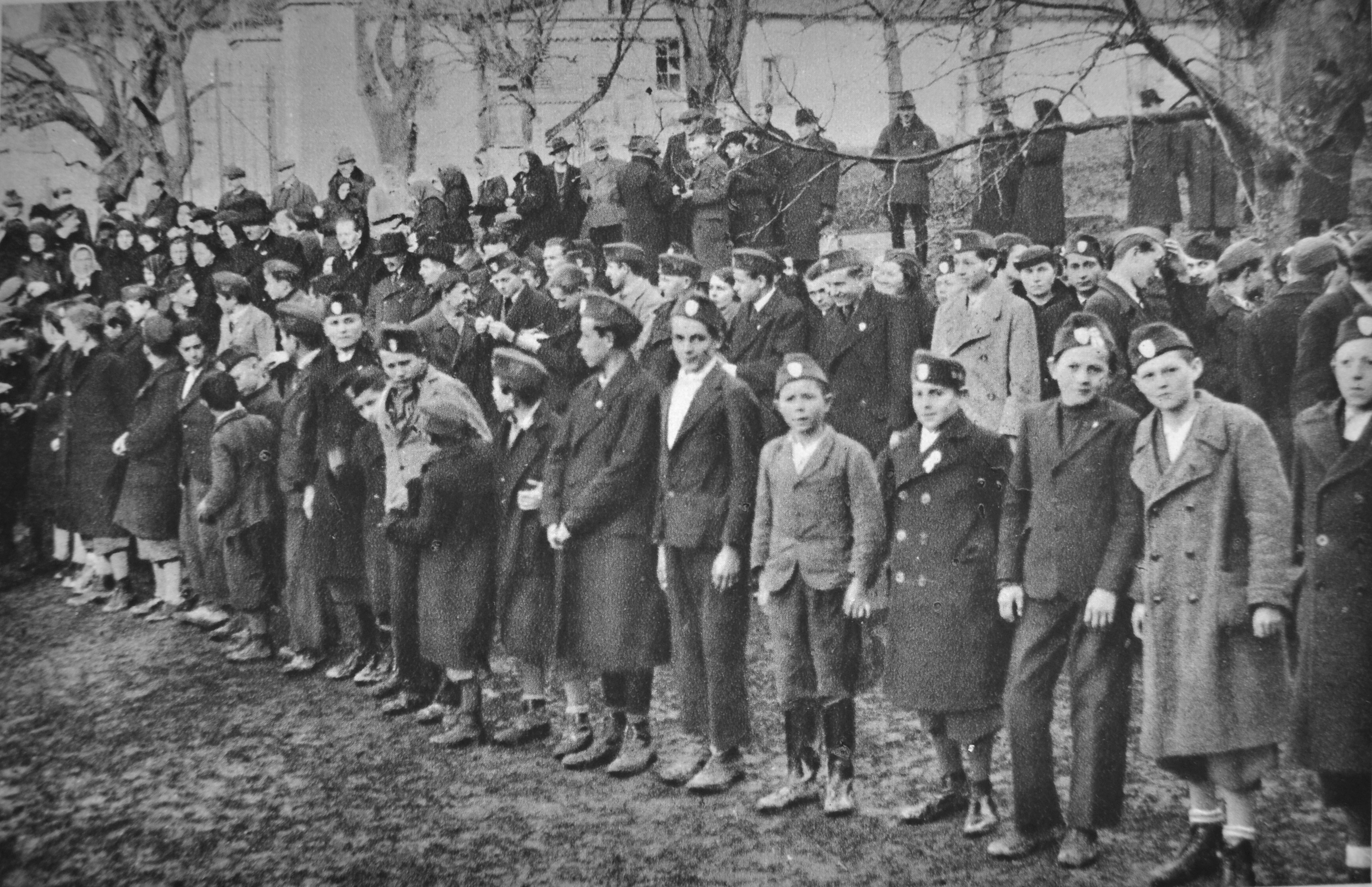
2 листопада 1938 рік
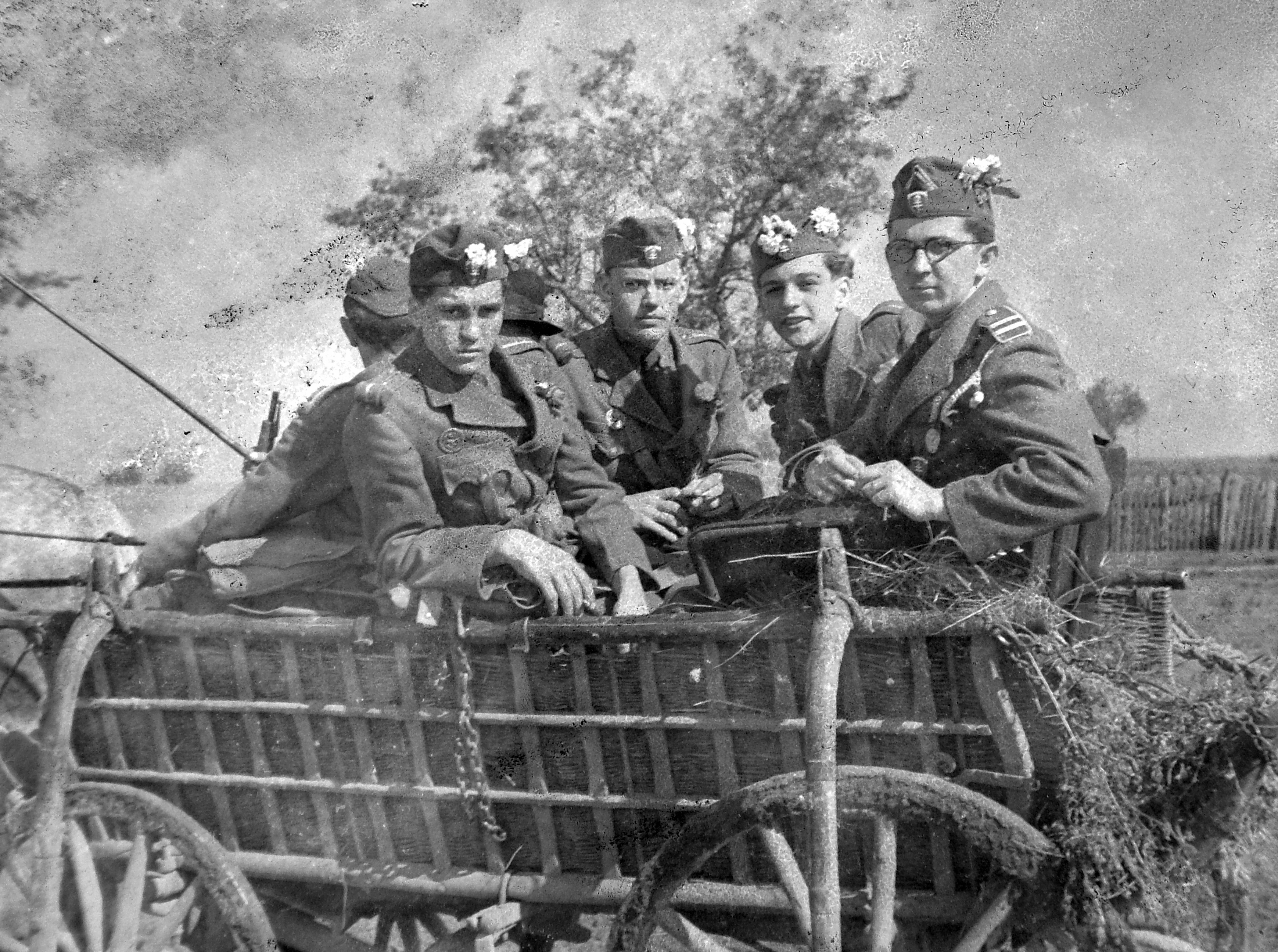
1941 рік